# Elachista hedemanni
Elachista hedemanni is een vlinder uit de familie grasmineermotten (Elachistidae). De wetenschappelijke naam is voor het eerst geldig gepubliceerd in 1899 door Rebel.
De soort komt voor in Europa.